# あいことば3
『あいことば3』（あいことばスリー）は、日本のシンガーソングライター・山猿が2016年2月17日にエピックレコードジャパンから発売した2枚目（通算3枚目）のオリジナルアルバムである。

## 内容
前作『あいことば2』から約10ヶ月ぶりのオリジナルアルバム。
初回生産限定盤と通常盤の2形態で発売された。初回生産限定盤はジャケット絵柄違いの三方背スペシャルボックス仕様で、特典として「風」のミュージックアクションムービーと中編映画「ラーおじさんの旅」、「赤い実ハジケタ恋空の下..part2」のミュージック・ビデオを収録したDVDが同梱された。また、12種類のロゴステッカーと、購入者スペシャルプレゼント応募券付きチラシが封入された。

## 収録曲
| 全作詞: 山猿。 |                                   |           |                          |                 |                      |      |
| #              | タイトル                          | 作詞      | 作曲                     | 編曲            | ストリングスアレンジ | 時間 |
| 1.             | 「赤い実ハジケタ恋空の下..part2」 | 山猿      | 山猿、AIBA               | AIBA            |                      | 4:37 |
| 2.             | 「風」                            | 山猿      | 山猿、L!th!um            | L!th!um         |                      | 4:09 |
| 3.             | 「180°」                          | 山猿      | 山猿、津波幸平           | 津波幸平        |                      | 4:19 |
| 4.             | 「頭をかいちゃう日曜日」          | 山猿      | 山猿、AIBA               | AIBA            |                      | 4:03 |
| 5.             | 「ナミダ」                        | 山猿      | 山猿、生田真心、久下真音 | 久下真音        |                      | 4:04 |
| 6.             | 「SEXY LADY」                     | 山猿      | 山猿、SHO-W              | SHO-W、川口圭太 |                      | 3:51 |
| 7.             | 「先生ちょっと話聞いて･･･」       | 山猿      | 山猿                     | LASTorder       |                      | 3:05 |
| 8.             | 「YOLO」                          | 山猿      | 山猿、HIKARI             | HIKARI          |                      | 2:39 |
| 9.             | 「愛・夢・孤独」                  | 山猿      | 山猿、生田真心           | 村カワ基成      | 立山秋航             | 4:25 |
| 10.            | 「MAMA」                          | 山猿      | 山猿、SHIKI              | SHIKI           |                      | 4:40 |
| 11.            | 「Happy days feat.華原朋美」      | 山猿      | 山猿、SHIKI              | SHIKI           |                      | 4:12 |
| 12.            | 「Outro～すべてのFamilyへ～」     | 山猿      | 山猿                     |                 |                      | 1:09 |
| 合計時間:      | 合計時間:                         | 合計時間: | 合計時間:                | 合計時間:       | 45:13                |      |

### 解説
1. 赤い実ハジケタ恋空の下..part2
8thデジタルシングルの表題曲。
2. 風
2ndシングルの表題曲。
3. 180°
5thデジタルシングルの表題曲。
4. 頭をかいちゃう日曜日
5. ナミダ
6. SEXY LADY
7. 先生ちょっと話聞いて･･･
8. YOLO
9. 愛・夢・孤独
6thデジタルシングルの表題曲。
10. MAMA
7thデジタルシングルの表題曲。
11. Happy days feat.華原朋美
今作のリード曲。リスナーが笑顔になるような曲をテーマに、山猿の作品としては初の客演ゲストとして華原朋美を招いて制作された。山猿曰く「女性シンガーと歌いたく、東北新幹線で東京駅から福島駅への帰路の中、目を瞑って誰とやりたいかと考えた時に華原が浮かんだ」という[2][3]。
ミュージック・ビデオは山猿と華原による歌唱シーンや、レコーディングに臨む様子が撮影されている[4]。
12. Outro～すべてのFamilyへ～

## 参加ミュージシャン
- 山猿：Vocal

Support Musician
- AIBA：Track (#1,4)
- SHIKI：Track (#10,11) & Guitar (#10)
- L!th!um：Track (#2)
- 津波幸平：Track & Bass (#3)
- 久下真音：Track (#5)
- SHO-W：Track (#6)
- LASTorder：Track (#7)
- HIKARI：Track (#8)
- 村カワ基成：Track & Guitar (#9)
- 川口圭太：Guitar (#1,4)
- JUNCHI：Guitar (#2)
- 清水一平：Guitar (#2)
- 金子健太郎：Guitar (#3)
- 白鳥義一：Guitar (#5)
- 川渕文雄：Bass (#2)
- 城戸紘志：Drums (#1,4)
- 角本雄亮：Drums (#2)
- 今村公治：Drums (#3)
- 能村亮平：Drums (#10)[注 1]
- 阿部雅宏：Piano (#3)
- 立山秋航：Piano (#10)
- 吉田宇宙ストリングス：Strings (#1,4)
- 真部裕ストリングス：Strings (#9,10)
- 三宅典子ストリングス：Strings (#3)
- 華原朋美：Guest Vocal (#11)

## タイアップ
- テレビ東京系列アニメ『NARUTO -ナルト- 疾風伝』第17期オープニングテーマ (#2)
- 伊豆シャボテン公園『元祖カピバラの露天風呂』キャンペーンソング (#10)